# Ettensberg (Weitnau)
Ettensberg (mundartlich: Etǝschbeǝrg) ist ein Gemeindeteil der Marktgemeinde Weitnau im bayerisch-schwäbischen Landkreis Oberallgäu.

## Geographie
Das Dorf liegt circa 6,5 Kilometer östlich des Hauptorts Weitnau. Südlich und östlich der Ortschaft verläuft die Gemeindegrenze zur Gemeinde Waltenhofen.

## Ortsname
Der Ortsname stammt vom mittelhochdeutschen Personennamen Ȫgī(n) und bedeutet (Siedlung an/auf dem) Berg des Ȫgī(n).

## Geschichte

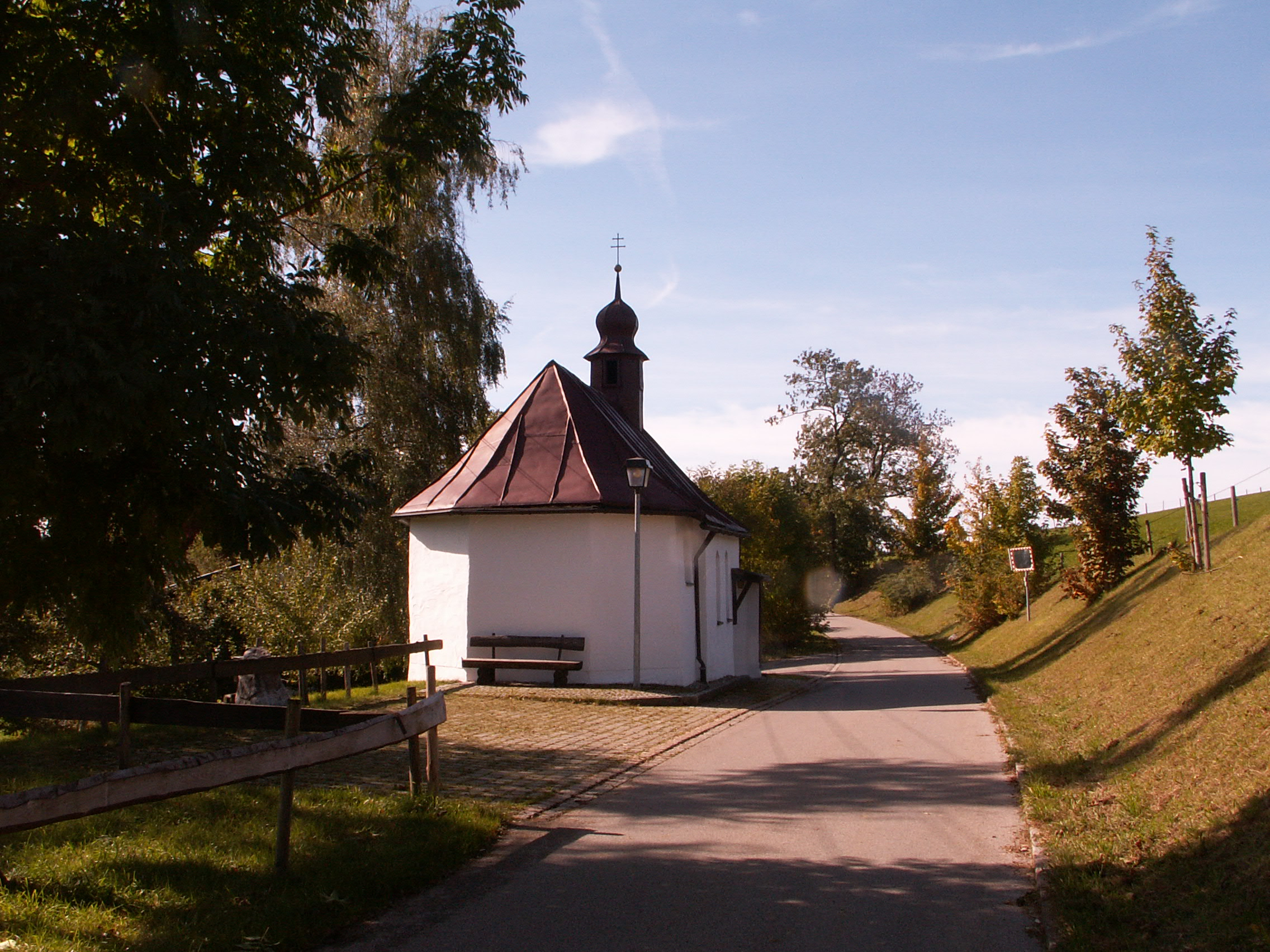
Kapelle St. Magnus und Sylvester

Ettensberg wurde erstmals um das Jahr 1250 als Ogensberch bzw. Oegisperch in einem Zinsbuch des Klosters Isny erwähnt. Die Herrschaftsrechte des Orts waren einst zwischen der Herrschaft Trauchburg und dem Stift Kempten geteilt. Die Kapelle St. Magnus und Sylvester in Ettensberg wurde 1762 erstmals erwähnt.

## Baudenkmäler
- Siehe: Liste der Baudenkmäler in Ettensberg